# Tractat de Breda

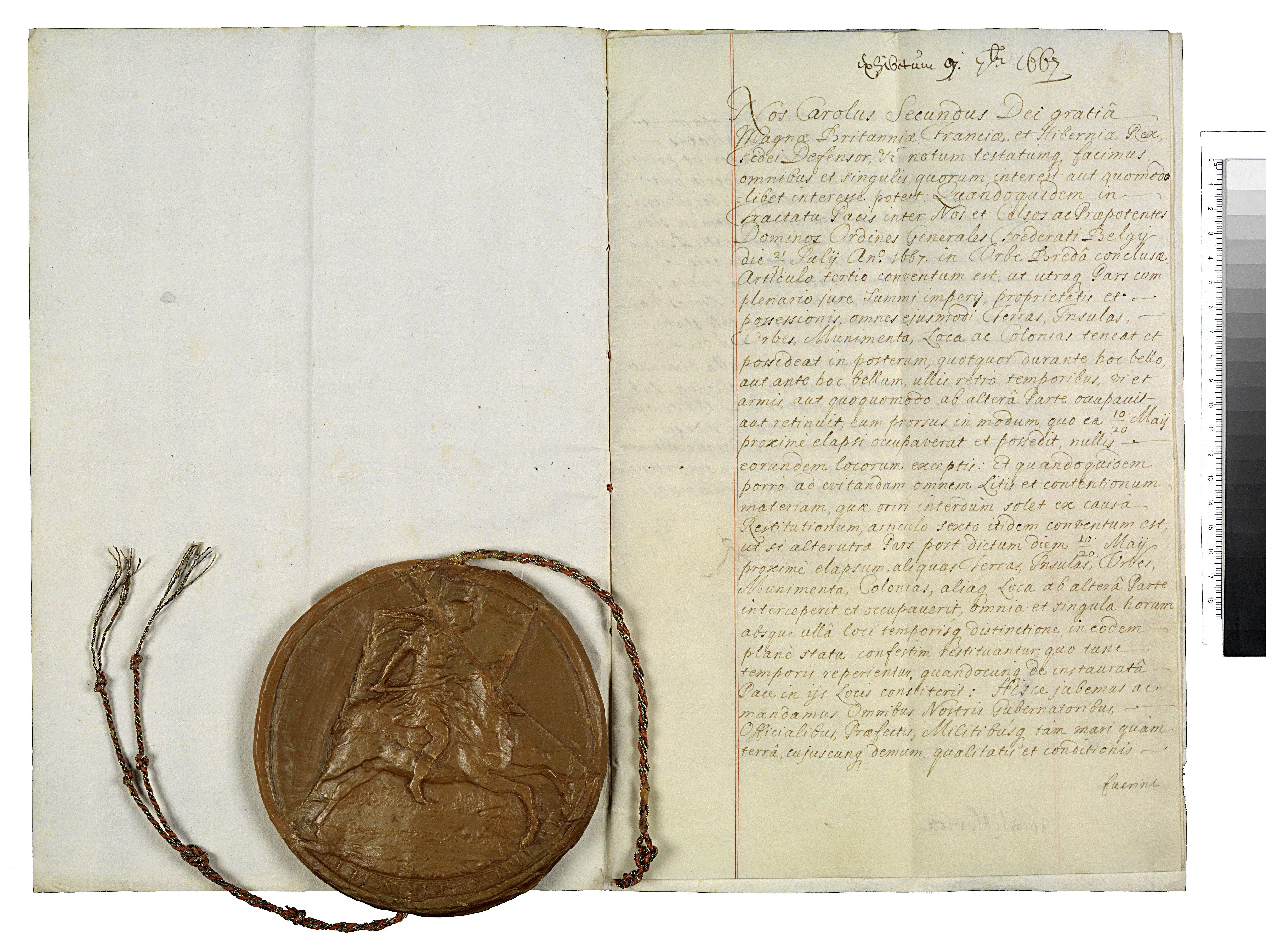
Darrera pàgina del Tractat de Breda

Tractat de Breda va ser signat a la ciutat holandesa de Breda el 31 de juliol de 1667 entre França, Dinamarca, Anglaterra i les Províncies Unides dels Països Baixos.
Per ell es va posar fi a la Segona guerra Anglo-Holandesa entre Anglaterra i les Províncies Unides (1665-1667), a la vegada que les forces de Lluís XIV començaven a envair els Països Baixos espanyols, però deixava sense resoldre moltes disputes territorials. Era, per tant, un típic tractat ràpid Uti possidetis iure. A les últimes fases de la guerra havien prevalgut els neerlandesos. L'almirall De Ruyter virtualment controlava els mars prop de la costa sud d'Anglaterra, seguint el seu reeixit bloqueig del Tàmesi, i la seva presència va animar els comissionats anglesos a demanar la pau ràpidament. Les negociacions, llargament posposades abans d'aquest bloqueig, els va portar només deu dies després del bloqueig.
Mitjançant aquest tractat, Anglaterra i els Països Baixos es van intercanviar el territori de la costa est nord-americà dels Nous Països Baixos (actualment els estats de Nova York i Nova Jersey) pel territori de Surinam, a Guaiana, a més a més d'altres compensacions.
Anglaterra deixava sense efecte l'Acta de Navegació de 1651 respecte als vaixells neerlandesos.